# Moi, Daniel Blake
Pour plus de détails, voir Fiche technique et Distribution.
Moi, Daniel Blake (I, Daniel Blake) est un film franco-britannique réalisé par Ken Loach, qui a obtenu la Palme d'or au Festival de Cannes 2016, ainsi que le César du meilleur film étranger. 
Dans le Royaume-Uni des années 2010, Daniel Blake, un homme de 59 ans souffrant de graves problèmes cardiaques, et Katie Morgan, une mère célibataire de deux enfants, sont malmenés par les services sociaux. Ils essaient de s'entraider.

## Synopsis
Daniel Blake, veuf, menuisier de 59 ans, est victime d'un accident cardiaque, ce qui l'oblige à faire appel pour la première fois de sa vie à l'aide sociale. Alors que le corps médical lui interdit toute activité jusqu'à une éventuelle amélioration de son état, il est déclaré apte au travail - sur la base d'un questionnaire absurde - par une compagnie privée sous-traitant pour l'administration la « chasse aux tire-au-flanc ». Les services sociaux le privent donc de l'allocation à laquelle son état lui donne droit. Il peut faire appel, mais la procédure sera longue. On lui conseille, en attendant, de s'inscrire au chômage.
Commence alors une « descente aux enfers ». Blake est « pris dans le piège d’une administration tatillonne qui multiplie les humiliations : recours à des centres d’appels qui ne servent à rien, épuisant parcours de formulaires à remplir sur Internet, jamais complets, dédale kafkaïen et bureaucratique qui broie lentement mais sûrement ». Blake se heurte « à une succession d’individus qui en sont à peine, des êtres qui parlent comme des répondeurs téléphoniques à options multiples, et qui veulent le forcer à se plier à des règles qui n’ont pour lui aucun sens ».
Lors d'un de ses rendez-vous « ubuesques » au centre d’emploi, Blake fait la connaissance de Katie Morgan, mère célibataire contrainte de loger à 450 km de sa ville natale pour éviter d'être placée en foyer de sans-abri, ce qui lui ferait perdre la garde de ses deux enfants. La fonctionnaire chargée de son dossier refuse de la recevoir, au motif qu'elle est arrivée en retard. Katie a beau expliquer qu'elle ne connaît pas la ville, qu'elle n'est pas familiarisée avec le réseau de bus local, rien n'y fait. Son allocation est supprimée pour une durée d'un mois. 
Blake et Katie s'entraident.
Katie, faute de revenu suffisant pour elle et ses enfants qu'elle ne veut pas priver de nourriture, se retrouve dans une situation humiliante à la Banque alimentaire où elle ouvre et consomme en hâte une boite de haricots pour soulager la faim qui la tenaille, puis en vient à être prise en flagrant délit de vol à l'étalage pour des objets de première nécessité et enfin recourt à la prostitution, au grand désespoir de Daniel qui s'en est rendu compte.
Quant à lui, pour percevoir une allocation, il est tenu de consacrer 35 heures par semaine à des recherches d'emploi et de prouver la réalité de ses démarches. « Je suis un homme malade, dit-il, recherchant des boulots inexistants. » Il doit suivre un « atelier de CV » et l'unique agente compréhensive qui tente de l'assister au centre d'Aide sociale se fait tancer par sa cheffe pour cette entorse aux règles de l'établissement. 
Les contrariétés permanentes ajoutées aux efforts intenses imposés par les services de l'assistance chômage le conduisent à la révolte. Il tague sa réclamation sur la façade du centre : "Moi, Daniel Blake, je demande ...", ce qui lui vaut d'être acclamé par les passants mais arrêté par la police. 
Son état cardiaque s'aggrave et il en meurt au moment même où il était sur le point de présenter dans des conditions favorables l'appel pour son allocation d'invalidité.
Le film s'achève sur la cérémonie de ses funérailles, où Katie lit le texte manuscrit qu'il destinait à la commission d'appel, texte dans lequel il résumait sa position : « Je suis un homme, pas un chien. Un citoyen — rien de moins et rien de plus. »

## Fiche technique
- Titre original : I, Daniel Blake
- Titre français : Moi, Daniel Blake
- Réalisation : Ken Loach
- Scénario : Paul Laverty
- Photographie : Robbie Ryan[11]
- Décors : Linda Wilson
- Casting : Kahleen Crawford
- Costumes : Joanne Slater[12]
- Montage : Jonathan Morris
- Direction artistique : Caroline Barton
- Musique : George Fenton
- Son : Ray Beckett
- Production : Rebecca O'Brien
- Sociétés de production : Sixteen Films, Why Not Productions et Wild Bunch ; Brithish Film Institute (coproducteur), BBC Films (coproducteur)[13]
- Société de distribution : Entertainment One (Royaume-Uni et Irlande)[7], Le Pacte (France)[11], Filmcoopi Zürich (Suisse, tous médias), Sundance Select (États-Unis, en salle), Wild Bunch (monde)[13]
- Pays d'origine :  Royaume-Uni,  France,  Belgique
- Langue originale : anglais
- Format : 35 mm, 1.85 : 1, couleur[14]
- Genre : drame
- Durée : 100 minutes[14]
- Dates de sortie :
  -  France : 13 mai 2016 (Festival de Cannes), 26 octobre 2016 (sortie nationale).
  -  Royaume-Uni : 21 octobre 2016

## Distribution
- Dave Johns : Daniel Blake
- Hayley Squires : Katie Morgan
- Sharon Percy : Sheila, l'employée féroce du centre d'emploi
- Briana Shann : Daisy, fille de Katie
- Dylan McKiernan : Dylan, fils de Katie
- Natalie Ann Jamieson : employée du centre d'emploi
- Stephen Clegg : responsable du centre d'emploi
- Micky McGregor : Ivan, le vigile du supermarché
- Neil Stuart Morton : le directeur du supermarché
- Colin Coombs : le facteur
- Bryn Jones : le policier
- Mick Laffey : le conseiller en avantages sociaux
- John Sumner (de) : le responsable des CV[11]

## Production

### Contexte social
Depuis octobre 2008, les autorités du Royaume-Uni considèrent que de nombreuses personnes présentant des problèmes de santé ou de handicap peuvent accéder à un travail. Une prestation leur est versée, l'ESA (Employment and Support Allowance), pour les inciter à retrouver une activité. Ils sont tenus de participer à une série d'entretiens concernant leur recherche d'emploi. En mai 2010, le plan d'austérité mis en place par George Osborne prévoit la privatisation du plus grand nombre des services publics. Ceux qui restent en place sont soumis aux mêmes normes managériales que le secteur privé : évaluation et concurrence. Ce sont désormais des salariés rémunérés sur objectifs qui appliquent les règlements : la gestion sociale s'en trouve bouleversée.

### Motivations des auteurs
Le scénariste Paul Laverty explique d'où est venue l'idée du film : « La campagne de dénigrement systématique menée par la presse de droite contre tous les bénéficiaires de l'aide sociale, relayée par plusieurs émissions de télévision haineuses qui se sont engouffrées dans la brèche, a attiré notre attention. Les médias se délectaient de la détresse des gens de manière obscène. » Pour le réalisateur Ken Loach, « le point de départ a été l'attitude délibérément cruelle consistant à maintenir les gens dans la pauvreté et l'instrumentalisation de l'administration — l'inefficacité volontaire de l'administration — comme arme politique. On sent bien que le gouvernement cherche à faire passer un message : « Voilà ce qui arrive si vous ne travaillez pas. Si vous ne trouvez pas de travail, vous allez souffrir. » Il n'y a pas d'autre explication à cette attitude. Et la colère que cette politique a provoquée chez moi m'a donné envie de faire ce film. »

### Enquête
Selon leur habitude, Laverty et Loach se livrent à une longue enquête sur le terrain, recueillent des témoignages. « Nous avons rencontré, dit Loach, un groupe de demandeurs d’emploi par l’intermédiaire d’une association caritative. Il y avait un jeune homme qui n’avait pas mangé depuis quatre jours. Un autre, à qui l’agence pour l’emploi avait demandé à 5 heures du matin de se rendre à un entrepôt à 6 heures, s’était entendu dire une fois sur place qu’il n’y avait pas de boulot. On évoque cette humiliation permanente et ce sentiment constant de précarité. »

### Tournage
Le tournage commence le 20 octobre 2015 en Angleterre du Nord-Est, à Newcastle upon Tyne, et aux alentours. Quelques scènes sont tournées à Londres.

## Accueil

### Projection à Cannes
Au Festival de Cannes, les longs métrages qui font figure de favoris pour la Palme d'or sont Toni Erdmann de Maren Ade, Paterson de Jim Jarmusch et Elle de Paul Verhoeven. Sans être le film le plus applaudi de la compétition cannoise, Moi, Daniel Blake est néanmoins favorablement accueilli par la presse et les festivaliers lors de sa projection. Bertrand Tavernier dans la salle déclare : « Voilà ce que nous prépare Emmanuel Macron ».

### Accueil critique

#### Critiques négatives
Plusieurs avis mitigés ressortent de la projection. Christophe Narbonne, sur premiere.fr, juge le film « mécanique, voire paresseux », attaquable non sur le fond, mais « sur la forme et sur le traitement ». Le quotidien de gauche Libération critique la faiblesse du métrage et parle de « Caricature de lui-même […] pur film de gauche pour spectateurs de droite ». Serge Kaganski, sur lesinrocks.com, parle de « manichéisme proche de la démagogie », de « tract sentimentaliste et manichéen, imprégné d'un pathos mélenchonien […] du vieil anglais révolté », de « grosses ficelles », d'un film qui « relève plutôt du tract sentimentaliste et du chantage à l’émotion que du cinéma ». Kaganski conclut en traitant Loach de « médiocre cinéaste […] idéologue » et compare négativement le film à La Loi du marché. Kaganski, à la sortie en salle du film, en revisitant la filmographie de Ken Loach, déclare que le réalisateur fit de grands films, mais que contrairement aux frères Dardenne, il tend dans ses longs-métrages faibles vers le populisme, la prévisibilité et le manichéisme facile.

#### Critiques positives
Le film et le cinéaste ne manquent pas de défenseurs enthousiastes :
- Emmanuelle Spadacenta, sur cinemateaser.com : « Faire ce procès à un réalisateur qui depuis des décennies tourne avec peu de moyens et des acteurs amateurs (très souvent) des films énervés et sociaux frise le ridicule. Car face à l’absurdité du monde actuel, à la déshumanisation galopante, au capitalisme roi, aux impératifs de rentabilité du système social, Ken Loach ne peut rien opposer de plus que du cinéma comme un cri du cœur, comme un ultimatum. S’il doit, pour exprimer sa colère et celle des gens, utiliser des moyens presque manipulateurs ou un ton légèrement passéiste, il le fera. Ken Loach n’est pas le genre d’auteurs à passer par la métaphore pour plaire aux journalistes les plus poètes. Il accomplit régulièrement, par le biais de la comédie, du drame ou du film d’époque, son rôle d’objecteur de conscience devant un parterre bien sapé […] De ses « citoyens de seconde zone », cabossés si ce n’est abattus par un système débilitant, il tire un portrait citoyen. Cousu de fil blanc peut-être, mais vivant[26]. »
- Boustoune, sur anglesdevue.com : « Même si on trouve toujours quelques esprits chagrins estimant que le cinéaste ne se renouvelle pas et flirte avec le misérabilisme, il faudrait avoir un cœur de pierre ou être président du Medef pour ne pas être touché par ce long-métrage qui défend la dignité humaine et porte haut les valeurs d’altruisme, de générosité et de lutte contre les injustices[27]. »
- Jean-Claude Raspiengeas, sur la-croix.com : « Œuvre déchirante et forte[5]. »
- Danielle Attali, sur lejdd.fr : « Défendu par des acteurs impeccables, traversé par un humour ubuesque, parfois prévisible dans sa narration, Moi, Daniel Blake n’en reste pas moins un plaidoyer militant contre la déshumanisation de nos sociétés modernes où certains fonctionnaires zélés ont perdu tout bon sens pour se mettre au service de la machine à broyer, et non du citoyen[2]. »
- parismatch.com : « On y retrouve toutes les obsessions politiques et sociales de son auteur, plus enragé que jamais contre l’État anglais et sa machine bureaucratique qui broie les femmes et les hommes en position de faiblesse[28]. »
- Éric Neuhoff, sur lefigaro.fr : « Ken Loach veille. À 80 ans, sa colère est intacte. Son film a une dignité, une épaisseur qui touchent le noir de la cible. Le vieux gauchiste britannique a tiré des larmes aux festivaliers[29]. »
- Cécile Mury, sur Télérama : « Moi, Daniel Blake marque les retrouvailles du réalisateur de Riff-Raff, My Name Is Joe ou Ladybird avec « son » Angleterre, celle des démunis et des oubliés. Ce peuple que plus personne, sauf lui, n'appelle la classe ouvrière. Les victimes de toutes les crises, de toutes les politiques de rigueur, tous ceux qu'il est désormais un peu seul, en son époque et son île ultra-libérale, à défendre ainsi, caméra au poing, sans marchander, sans jamais rien lâcher. Cet isolement, ce côté « dernier des Mohicans », imprègne le récit d'amertume, lui donne, bien plus que pour le film précédent, un air d'ultime et poignant baroud d'honneur[30]. »
- avoir-alire : « Fresque sociale vertigineuse à la Dickens […] Cela faisait un moment que le regard de Ken Loach n’avait pas paru aussi perçant et affûté, se chargeant exclusivement et avec une facilité confondante de dénoncer les inepties de nos sociétés. Dans un élan vital absolu, le Britannique fait donc ce qu’il sait faire de mieux, avec Moi, Daniel Blake : un cinéma social façon documentaire radical et sans concession. Ce qui sous-tend comme souvent chez lui une rigueur peut-être un peu froide et démonstrative. Mais qu’importe, son cinéma ne s’est jamais prétendu sophistiqué ou maniéré, bien au contraire […] Les larmes coulent peut-être plus facilement à flot qu’à l’accoutumée, mais Ken Loach ne recourt pour autant jamais au sentimentalisme. Sans doute faut-il y voir là la marque des plus grands, à commencer par Charles Dickens[3]. »
- Thomas Sotinel, sur lemonde.fr : « Ce que Ken Loach démontre avec rigueur et énergie, c’est que le retour aux idées victoriennes (la pauvreté est un péché, elle se corrige par la discipline, entre autres) amène le retour des drames du temps d’Oliver Twist[1]. »
- Laura Pertuy, sur lepetitjournal.com : « Loach souligne la détresse d’un pays dont on admire souvent la prospérité sans en voir les failles […] Moi, Daniel Blake adopte le naturalisme pour mieux inscrire son propos dans les esprits et souligner l’urgence dans laquelle vivent les personnes qu’il dépeint[20]. »
- Jérôme Vermelin, sur metronews.fr : « On en ressort la gorge nouée. La peur au ventre aussi en se disant qu’il se déroule en 2016, dans l’une des plus grandes démocraties du monde. »
- Thierry Gandillot, sur lesechos.fr : « Moi, Daniel Blake dresse un constat terrible de la précarité et du cynisme de l'administration. Le cynisme aussi des marchands de misère qui profitent de la détresse des gens. À l'inverse, il décrit les gestes de solidarité et de compassion qui se développent au sein des classes défavorisées. Et pointe la grande dignité avec laquelle Daniel Blake, un cœur pur et courageux, affronte sa situation. On en ressort bouleversé, mais aussi, malheureusement, désespéré[18]. »
- Thierry Chèze, sur Studio Ciné Live: « Le cinéaste anglais signe un des films majeurs de sa carrière […] Très vite, on comprend que ce Moi, Daniel Blake ne sera pas un simple film de plus. Mais un cri sourd qui vous saisit et vous poursuit longtemps après être sorti de la salle […] Ce Loach-là est tout simplement implacable. Un film majeur qui raconte la brutalité d'une époque et la manière aberrante dont l'administration chargée d'aider ceux qui ont un genou à terre ne fait que les enfoncer à coups de lois, décrets et autres règles qui en se parant d'équité bafouent toute humanité. Œuvre d'intérêt public, ce Loach 2016 est un très grand millésime, porté par deux comédiens éblouissants[6]. »

### Box-office
- France : 953 349 entrées au 1er mars 2017[31]

## Distinctions
- Festival de Cannes 2016 : Palme d'or
- César 2017 : Meilleur film étranger
- BAFTA 2017 : BAFTA du meilleur film britannique
  - Nomination au BAFTA du meilleur film
  - Nomination au BAFTA du meilleur réalisateur
  - Nomination au BAFTA du meilleur scénario original